# Sint Anthonis (gemeente)
Sint Anthonis (uitspraakⓘ; Kleverlands: Sintunnis) is een voormalige gemeente in de Nederlandse provincie Noord-Brabant. De gemeente telde 11.801 inwoners (1 juli 2021, bron: CBS) en had een oppervlakte van 98,90 km² (waarvan 0,21 km² water). Op 1 januari 2022 fuseerde de gemeente Sint Anthonis met de gemeenten Boxmeer, Cuijk, Grave en Mill en Sint Hubert tot de nieuwe gemeente Land van Cuijk.

## Geschiedenis
Geschiedkundig is Sint Anthonis (voorheen Oelbroeck) een eeuwenoud dorp waarvan de kerk reeds in 1477 bestond. In en rondom Sint Anthonis zijn vondsten gedaan uit de pre-Romeinse en Romeinse tijd. Genetisch DNA-onderzoek in 2009 heeft aangetoond dat enkele families (onder andere Van Kuppeveld en Lemmens) uit het Land van Cuijk of Sint Anthonis stammen die Romeinse voorouders hebben.
Sint Anthonis behoorde tijdens het ancien régime tot de heerlijkheid Boxmeer. Na de Franse tijd werd Sint-Anthonis van Boxmeer gescheiden en in de gemeente Sint Anthonis en Ledeacker opgenomen. In 1821 werd Oploo samengevoegd met Sint Anthonis en Ledeacker, na de fusie vormde het de gemeente Oploo, Sint Anthonis en Ledeacker. In 1913 had deze gemeente 1769 inwoners, waarvan 906 mannelijke en 863 vrouwelijke, en waarvan 965 in de kom van Sint Anthonis. De oppervlakte was 3818 ha (bevolkingsdichtheid 46,33 inwoners per km²).
Op 1 januari 1994 werd de gemeente met de gemeente Wanroij samengevoegd tot de fusiegemeente Sint Anthonis. Op 4 juli 1995 werd ook de naam van het dorp hieraan aangepast, van St. Anthonis naar Sint Anthonis.

## Kernen
De gemeente werd evenals de hoofdplaats Sint Anthonis in het lokale dialect Sint Tunnis (uitspraakⓘ) genoemd.
Naast het dorp Sint Anthonis kende de gemeente de kernen Landhorst, Ledeacker, Oploo, Stevensbeek, Wanroij en Westerbeek.

### Topografie
Topografische gemeentekaart van Sint Anthonis, per juni 2019

## Gemeenteraad
De gemeenteraad van Sint Anthonis bestond uit 15 zetels. Hieronder staat de samenstelling van de gemeenteraad van 1998 tot en met 2021:
| Gemeenteraadszetels    | Gemeenteraadszetels | Gemeenteraadszetels | Gemeenteraadszetels | Gemeenteraadszetels | Gemeenteraadszetels | Gemeenteraadszetels |
| Partij                 | 1998                | 2002                | 2006                | 2010                | 2014                | 2018                |
| ---------------------- | ------------------- | ------------------- | ------------------- | ------------------- | ------------------- | ------------------- |
| CDA                    | 8                   | 6                   | 7                   | 5                   | 6                   | 7                   |
| Sint Anthonis Nu*      | -                   | -                   | -                   | 5                   | 7                   | 6                   |
| VVD                    | -                   | -                   | -                   | 3                   | 2                   | 2                   |
| Kern&Punt*             | 2                   | 5                   | 3                   | -                   | -                   | -                   |
| Samen Welzijn*         | 2                   | 2                   | 3                   | 2                   | -                   | -                   |
| Welzijn Voor Iedereen* | 3                   | 2                   | 2                   | -                   | -                   | -                   |
| Totaal                 | 15                  | 15                  | 15                  | 15                  | 15                  | 15                  |
| Opkomst                |                     |                     | 65,85%              | 65,51%              | 60,97%              | 63,60%              |

## Aangrenzende gemeenten
| Aangrenzende gemeenten | Aangrenzende gemeenten | Aangrenzende gemeenten    | Aangrenzende gemeenten | Aangrenzende gemeenten |
| ---------------------- | ---------------------- | ------------------------- | ---------------------- | ---------------------- |
| Uden                   |                        | Mill en Sint Hubert Cuijk |                        |                        |
|                        |                        |                           |                        |                        |
| Boekel                 | Boxmeer                |                           |                        |                        |
|                        |                        |                           |                        |                        |
| Gemert-Bakel           |                        |                           |                        | Venray (L)             |

## Fotogalerij

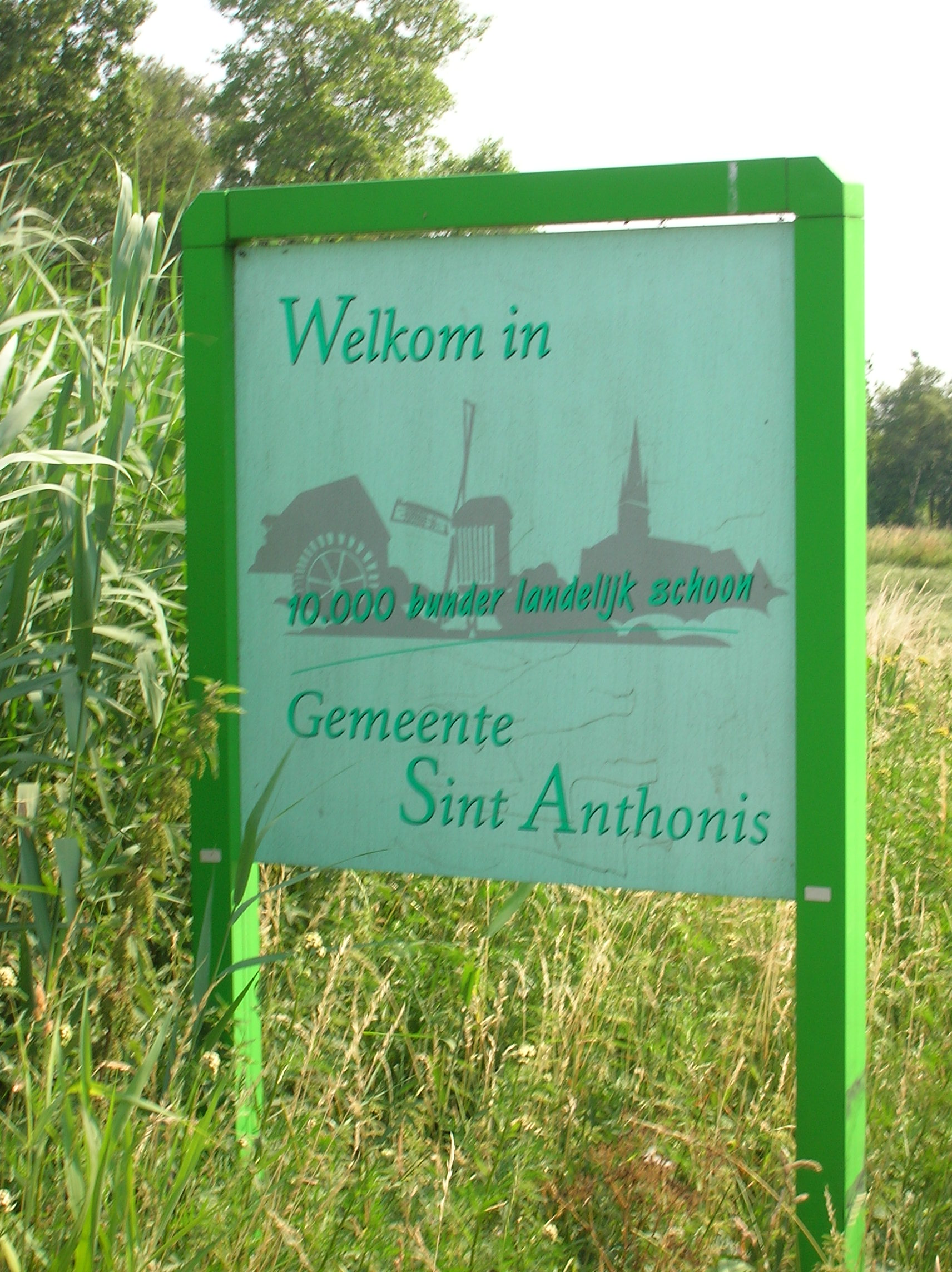
Welkom in de gemeente
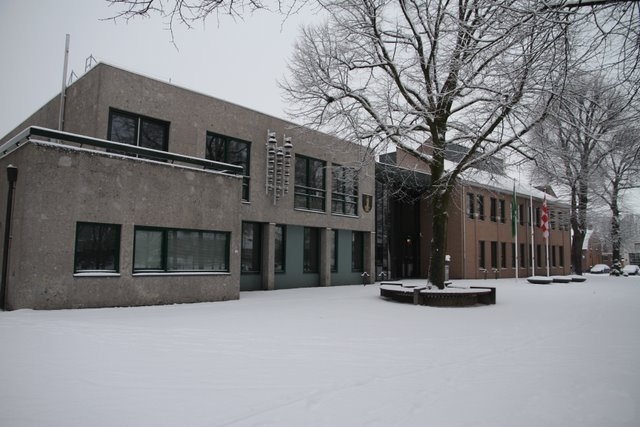
Het gemeentehuis
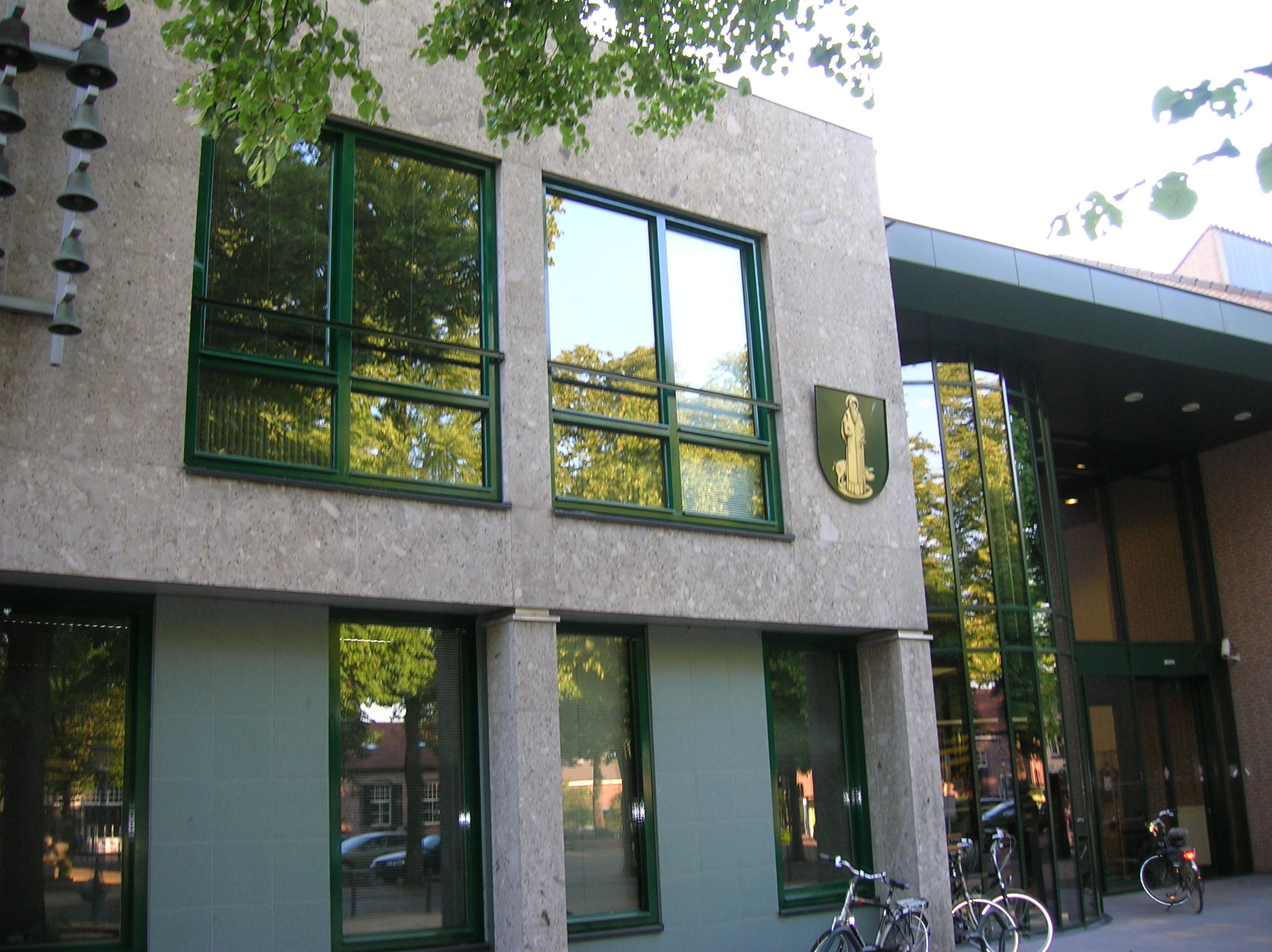
Detail van het gemeentehuis
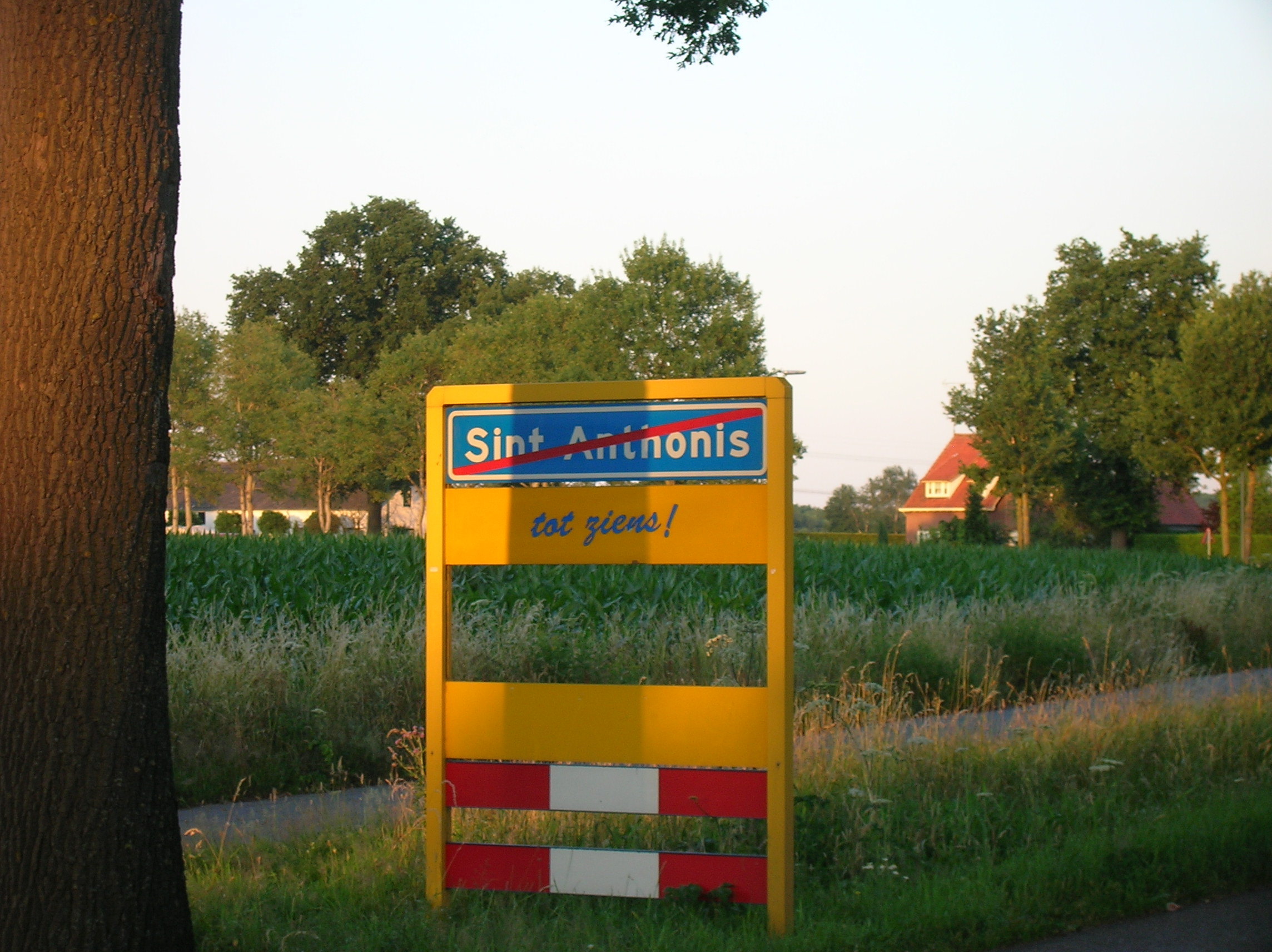
Tot ziens!

## Cultuur

### Monumenten
Op het terrein van de voormalige gemeente bevinden zich een aantal rijksmonumenten en oorlogsmonumenten, zie:
- Lijst van rijksmonumenten in Sint Anthonis
- Lijst van oorlogsmonumenten in Sint Anthonis

### Kunst in de openbare ruimte
In de openbare ruimte van de voormalige gemeente bevinden zich diverse beelden, sculpturen en objecten, zie:
- Lijst van beelden in Sint Anthonis